# پروژه تجهیز و آموزش نیروی ضد تروریستی گرجستان

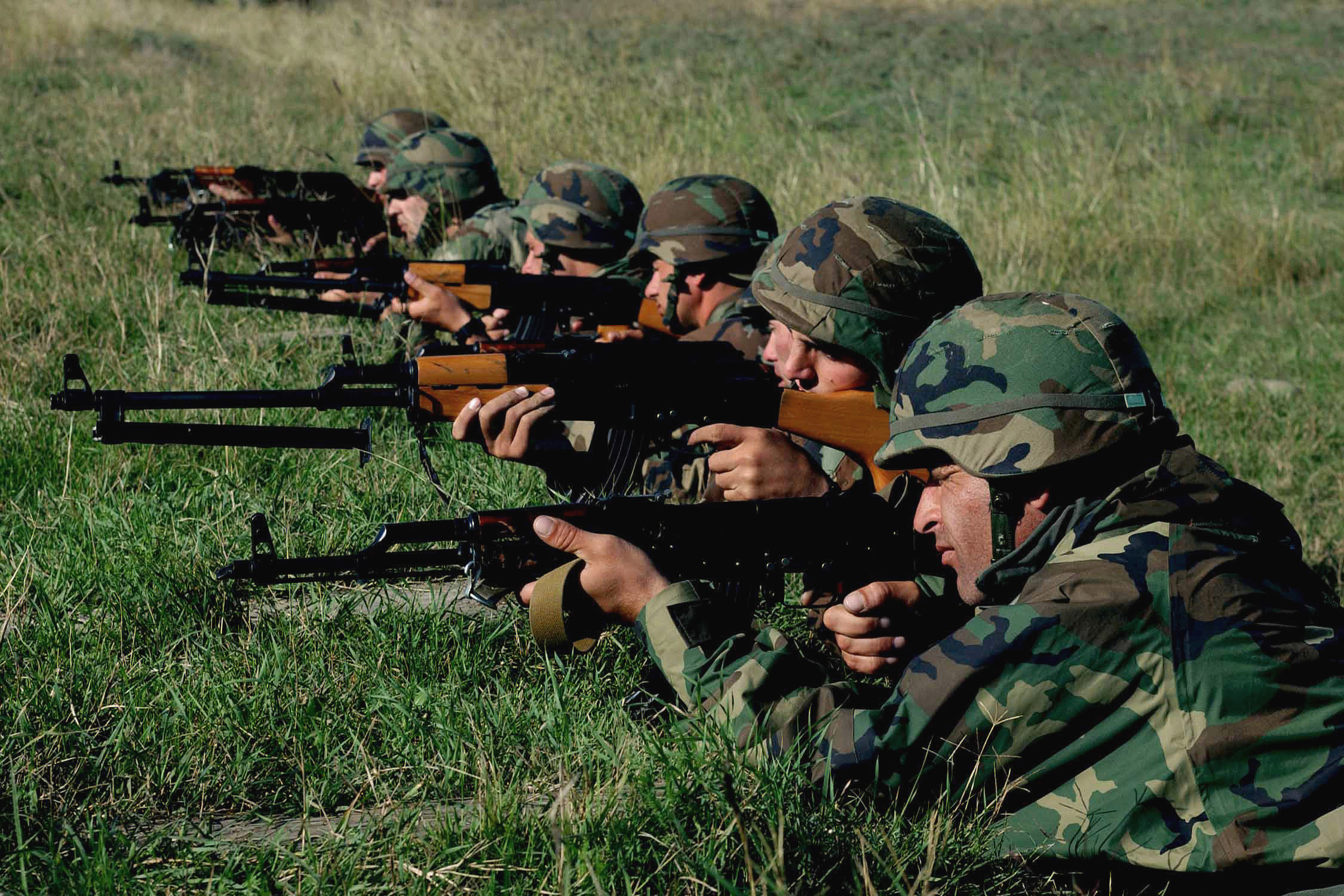
آموزش نیروهای ارتش گرجستان در اکتبر ۲۰۰۲ به عنوان بخشی از پروژه تجهیز و آموزش گرجستان

پروژه تجهیز و آموزش نیروی ضد تروریستی گرجستان (انگلیسی: Georgia Train and Equip Program) یک پروژه هیجده ماهه ۶۴ میلیون دلاری بود که توسط ایالات متحده پشتیبانی شد. این طرح با هدف افزایش توان و تجهیز گردان‌های ۶۰۰ نفره با سلاحهای سبک و خودرو و وسایل ارتباطی، از نیروهای مسلح گرجستانی بود. این پروژه باهدف آماده کردن نیروی نظامی گرجستان برای «عملیات آزادی بلندمدت» بود.

## شروع پروژه در ۲۰۰۲
در تاریخ ۲۷ فوریه ۲۰۰۲ رسانه‌های آمریکایی گزارش دادند که آمریکا قصد دارد نزدیک دویست نفر از سربازان «نیروهای ویژه ارتش ایالات متحده» را برای آموزش ارتش گرجستان به این کشور اعزام کند. این پروژه پاسخ دولت بوش، به درخواست دولت گرجستان برای کمک به بالابردن توانمندی ضد تروریستی این کشور بود. این پروژه باعث سرو صداهایی در داخل روسیه شد، در تاریخ اول مارس ۲۰۰۲ برای مقابله با فضای داخلی، رئیس جمهور روسیه ولادیمیر پوتین با رئیس جمهوری گرجستان ادوارد شواردنادزه در قزاقستان ملاقات کرد، و قول داد که این ابتکار آمریکایی‌ها را حمایت کند.
این طرح در مه ۲۰۰۲ شروع و آمریکاییها سربازانی از یکانهای ویژه ای از نیروهای مسلح گرجستانی شامل گردان پیاده دوازدهم، کماندو، گردان پیاده سبک شانزدهم، گردان پیاده سبک سیزدهم «شاواباندا»، گردان پیاده سبک یازدهم و گروهان مکانیزه، و نیروهای کمی از وزارت کشور و گارد مرزی را  انتخاب کردند.
سرانجام مسئولیت آموزش نیروهای گرجستانی به سپاه تفنگداران دریایی ایالات متحده آمریکا با کمک ارتش بریتانیا انجام شد. آمریکایها و انگلیسی‌ها آموزش چهار گردان و گروهان‌های آنها را بعنوان بخشی از یک کار مشترک شروع کردند، آموزش‌های رزم انفرادی، گروه و دسته و گروهان و تاکتیک‌های گردانی و ستاد و سازماندهی را شروع کردند، بعد از پایان آموزش‌ها گردان‌های پیاده گرجستانی آماده عمل و پشتیبانی از جنگ جهانی علیه تروریسم شدند.

## پایان پروژه
گرچه «پروژه تجهیز و آموزش نیروهای ضد تروریستی گرجستان» رسماً در آوریل ۲۰۰۴ خاتمه یافت، اما کمک‌های دولت آمریکا در چارچوب پروژه «عملیات ثبات» گرجستان ادامه یافت. بخشی از این نیروهای این پروژه در عملیات نیروهای چند ملیتی در عراق به رهبری ایالات متحده شرکت کردند.
این پروژه در سپتامبر ۲۰۰۷ پایان یافت.